# Spoorlijn Belfast - Derry
De Spoorlijn Belfast-Derry is een spoorlijn in Noord-Ierland. De lijn verbindt de twee grootste steden, Belfast en Derry/Londonderry. De lijn heeft in Belfast Great Victoria Street als eindpunt. Het grootste deel van de lijn, vanaf het voormalige station Monkstown tot Derry, is enkelspoor.